# Nicolas Zinzendorf
Nikolaus Ludwig, Reichsgraf von Zinzendorf und Pottendorf, mais conhecido como  Nikolaus Ludwig von Zinzendorf (Dresden, 26 de maio de 1700 - Herrnhut, 9 de maio de 1760) foi um reformador religioso do pietismo e líder da Igreja Morávia.

## Biografia

### Primeiros Anos
Nascido em Dresden, Zinzendorf descendia de uma das mais antigas famílias nobres na Baixa Áustria. Eles eram senhores feudais ao longo de muitos lugares na área de Wac. Os membros da família ocuparam muitas posições importantes na família imperial, com o advento da Reforma eles se tornaram luteranos. Entre os antepassados Zinzendorf está o imperador Maximiliano I. O bisavô de Zinzendorf foi feito uma Contador Imperial.
Seu filho Erasmus Maximillian von Zinzendorf escolheu vender seus bens austríacos e emigrar para Franconia em vez de aceitar a conversão forçada ao catolicismo. Seus filhos entraram para o serviço de Eleitores de Brandenburg e o pai de Zinzendorf estava a serviço do Eleitor Saxônico em Dresden no momento do nascimento de seu filho mais novo. Ele morreu seis semanas depois e a criança foi enviada para viver com sua avó materna e uma tia. Seus pais estavam envolvidos em círculos pietistas e teve Philipp Jakob Spener apontado como seu padrinho. Sua mãe casou-se novamente quando ele tinha quatro anos, e ele foi educado pela avó luterana pietista, Henriette Catharina von Gersdorff que se esforçou muito para moldar seu caráter.
Seus dias de escola foram em Halle, onde o pietismo era forte, e em 1716, ele foi para a Universidade de Wittenberg, para estudar direito, de modo a estar pronto para uma carreira diplomática. Três anos mais tarde, ele foi enviado para viajar pela Holanda, pela França, e em várias partes da Alemanha, onde ele fez o apelo pessoal a homens que se distinguiam pelo amor prático e que pertenciam a uma variedade de igrejas. Em seu retorno, ele visitou os ramos de sua família e se estabeleceu em Oberburg perto de Nuremberg e em Castell. Durante uma visita longa em Castell ele se apaixonou por sua prima, Theodora; mas a condessa viúva, a mãe, se opôs ao casamento, e a senhora mais tarde tornou-se a esposa do conde Henry XXIX de Reuss e Zinzendorf casou com a irmã Reuss Erdmuthe Dorothea. Ele parece ter considerado esta decepção como uma chamada para algum trabalho especial para Deus. Ele tinha o plano, em deferência à sua família, de se tornar um diplomata, rejeitou o convite de Augusto Hermann Francke de tomar o lugar do Barão von Canstein no Orfanato de Halle; e resolveu estabelecer-se como um proprietário de terras, gastando sua vida em nome de seus arrendatários
Ele comprou a terra de Berthelsdorf de sua avó, a Baronesa von Gersdorff, e chamou o pastor Johann Andreas Rothe e John George Heiz para ajuda-lo; ele se casou com Erdmuthe Dorothea, irmã do Conde Heinrich XXIX de Reuss-Ebersdorf, e começou a construir em sua casa.
Ele queria demonstrar a aplicação prática dos ideais pietistas de Spencer. Zinzendorf não tinha a intenção de fundar uma organização religiosa distinta da Igreja Luterana da área, apenas criar uma associação cristã, cujos membros pregassem através da distribuição de folhetos e livros e pela demonstração de benevolência prática para despertar o luteranismo. O "grupo de quatro irmãos" - Johann Andreas Rothe (pastor em Berthelsdorf); Melchior Schäffer (pastor em Görlitz); Friedrich von Watteville (um amigo de infância); e Zinzendorf - estava decidido em provocar o renascimento da religião, e também preservar o calor de sua própria confiança pessoal em Cristo. A sua Casa de Impressão (folhetos) em Ebersdorf (agora em Turíngia) imprimia grandes quantidades de Bíblias, catecismos, hinários e panfletos religiosos de forma barata. Uma tradução francesa de Verdadeiro Cristianismo de Johann Arndt também foi publicado.

### Liberdade Religiosa e Discórdia
A aversão a ortodoxia luterana seca do período deu a Zinzendorf alguma simpatia por aquele lado do racionalismo crescente, que estava atacando o dogma, enquanto, ao mesmo tempo, sentia a sua falta de seriedade e de uma verdadeira e profunda compreensão da religião e do cristianismo, e se esforçaram para neutralizar esses defeitos, apontando os homens para o Cristo histórico, e procurando recuperar práticas e espiritualidade da igreja apostólica. Ele começou a pensar que o verdadeiro cristianismo poderia ser melhor promovido por associações livres de cristãos, que no decorrer do tempo pode crescer em igrejas sem conexão estado. Estes pensamentos tomou um rumo prático da sua ligação com os restos dos Irmãos da Boémia (Unitas Fratrum).
Em 1722, Zinzendorf ofereceu um asilo para um número de andarilhos perseguidos de Moravia e Bohemia (partes da República Checa de hoje), e permitiu-lhes construir a aldeia de Herrnhut em um canto de sua propriedade de Berthelsdorf. A maioria dos refugiados iniciais que vieram a este asilo foram recrutados por Christian David e provinham de áreas onde os grupos protestantes precoces, como a Unitas Fratrum tinha sido dominante antes da Guerra dos Trinta Anos. Conforme a vila cresceu, tornou-se conhecida como um lugar de liberdade religiosa, e atraiu pessoas de uma variedade de grupos perseguidos, incluindo a Schwenkfelders. A concentração de diferentes crenças na aldeia produziu conflito intenso. Diferenças pessoais e religiosas entre o gerente da propriedade Heitz e Johann Andreas Rothe, o pastor luterano de Berthelsdorf, ficaram mais tensas por causa da pregação apocalíptica de Johann Sigismund Krüger.
A aldeia caiu em desordem e conflito grave. Alguns, incluindo o fundador da vila Christian David, foi pego pelo fanatismo apocalíptico, referindo-se a Zinzendorf como a Besta do Apocalipse, e Rothe como o Falso Profeta. Zinzendorf finalmente tomou uma autorização de residência de sua comissão tribunal em Dresden e voltou para sua propriedade para se dedicar em tempo integral à reconciliação do conflito. Ele começou a visitar cada casa para orar, e, finalmente, chamou os homens da aldeia juntos para um intenso estudo das Escrituras. A questão que veio a focar era como as Escrituras descreviam a vida cristã em comunidade. Estes estudos, combinados com intensa oração, convenceram muitos da comunidade que eles foram chamados a viver juntos em amor, e que a desunião e conflitos que tinham experimentado contrariavam ao chamado claro das Escrituras.

### Reconciliação e o Acordo fraternal
Fora deste estudo e oração, a comunidade formou um documento conhecido como o Brüderlicher Vertrag, o Acordo fraternal, uma disciplina voluntária da comunidade cristã. Este documento, e um conjunto de regras estabelecidas pela Zinzendorf conhecida como As injunções senhoriais, foi assinada pelos membros da comunidade em 12 de maio de 1727. Este documento, que foi revista ao longo de muitos anos, hoje é conhecido como "O Pacto Morávio de Vida cristã". A Igreja Morávia é uma das poucas denominações que enfatiza um código de conduta cristã sobre credos específicos.
Continuado o estudo e oração em pequenos grupos, resultou em um sentido de reconciliação na comunidade, levando a uma poderoso renovação espiritual em 13 de agosto de 1727, durante um serviço especial comunhão na Igreja Berthelsdorf. Esta experiência, referido como o "Pentecostes Morávio," marcou o início de uma nova era de crescimento espiritual em Herrnhut. Ele também iniciou um período de experimentação radical com a vida cristã comum como expresso na teologia de Zinzendorf.

### Reconexão com a Unitas Fratrum inicial
Como a comunidade renovada de Herrnhut cresceu, Zinzendorf obteve uma cópia da ordem da igreja do início da Unitas. Quando ele começou a estudar a história do Boémios, ele ficou surpreso ao descobrir semelhanças poderosas entre a teologia e a prática do início Unitas Fratrum e a ordem recém-criada de Herrnhut. Zinzendorf sentiu uma forte identificação com os escritos do bispo morávio Comenius e incorporou muitas das idéias do início do Unity. No entanto, Zinzendorf viu o novo grupo como uma faísca para a renovação de todas as denominações, não uma nova e separada denominação. Este dobrada teológica foi reforçada pela estrutura legal da igreja estatal luterana.

### Nova Ordem Protestante familiar
Nesta comunidade renovada, Zinzendorf foi capaz de organizar o povo em algo como uma milícia cristã, baseado não na vida monástica, mas sobre a vida familiar. No entanto as suas ideias de família foram centradas não em uma tradicional família nuclear de pais e filhos. Na verdade, ele queria quebrar os laços familiares tradicionais, organizando famílias comuns com base na idade, estado civil e sexo. Os banden, ou pequenos grupos, continuaram, mas foram organizados em "coros" com base na idade, estado civil e sexo. A teologia de Zinzendorf reconheceu que, em cada fase da vida, tínhamos diferentes necessidades espirituais e uma relação diferente com o Salvador. As comunidades da Morávia com base neste modelo, como Bethlehem, Pensilvânia e Salem, Carolina do Norte, foram concebidos com o único propósito de servir a Cristo, que também foi considerado o líder da comunidade. Nessas comunidades, a igualdade radical de vida espiritual foi praticado. Em Belém, nobreza e convertidos nativos americanos compartilharam trimestres comuns; em Salem, os escravos eram membros de pleno direito da Igreja e podiam ser eleito para cargos de liderança.
Zinzendorf foi consagrado bispo em Berlim, em 20 de maio de 1737, pelos Bispos David Nitschmann e Daniel Ernst Jablonski.

### Missionários e o Conto do Peregrino

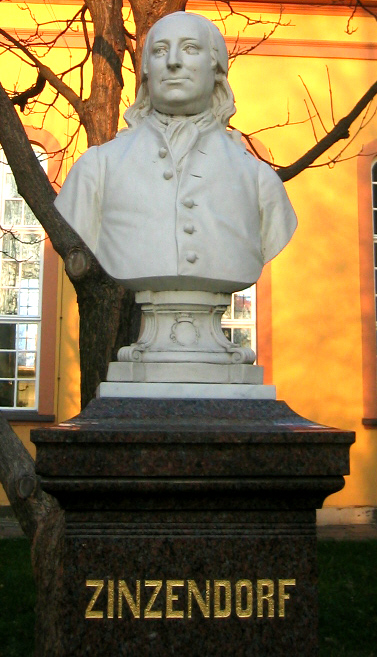
Monumento de Zinzendorf Herrnhut, Alemanha

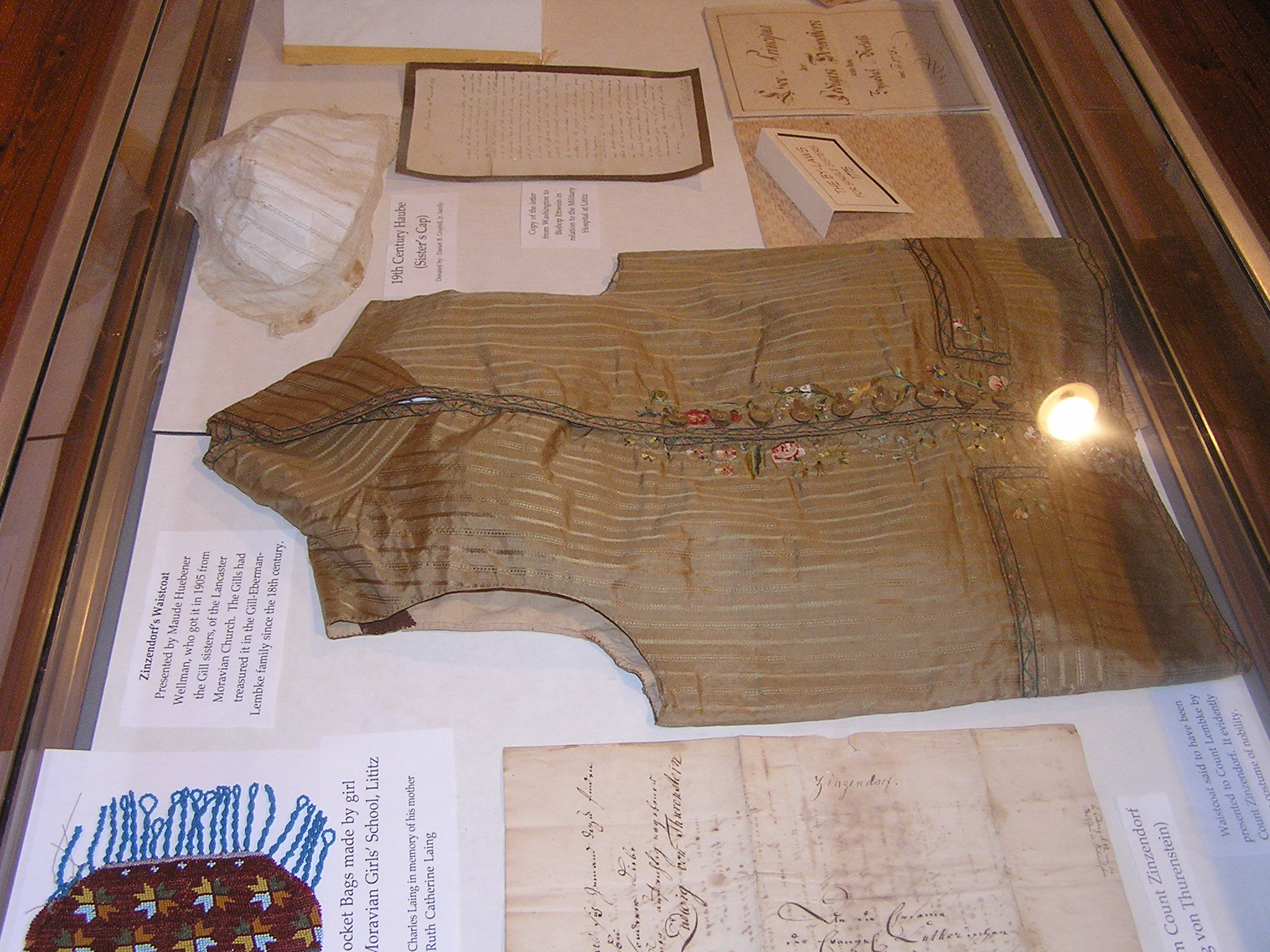
Colete de Zinzendorf no Museu de Lititz e arquivo Morávio.

O interesse de Zinzendorf no trabalho missionário foi provocada por atender duas crianças Inuit convertidos por missão de Hans Egedes na Groenlândia e um escravo liberto, Anthony Ulrich, que contou da opressão terrível entre os escravos nas Índias Ocidentais.
Em 1732, a comunidade começou a enviar missionários entre os escravos nas Índias Ocidentais governadas pela Dinamarca e os Inuit da Groenlândia. A relação pessoal e familiar de Zinzendorf ao tribunal da Dinamarca e ao rei Christian VI facilitaram tais esforços. Ele viu com prazer a propagação desta ordem família protestante na Alemanha, Dinamarca, Rússia e Inglaterra.
Em 1736, as acusações de nobres e questões de ortodoxia teológica vizinha causou Zinzendorf a ser exilado de sua casa na Saxônia. Ele e um número de seus seguidores se mudou para Marienborn (perto de Büdingen) e começou um período de exílio e de viagem, durante a qual ele ficou conhecido como o "Conto do Peregrino".
O trabalho missionário nas Índias Ocidentais havia sido extremamente controverso na Europa, com muitos acusando Zinzendorf de simplesmente enviar jovens missionários para morrer. Zinzendorf decidiu colocar-se na linha, e em 1739 deixou a Europa para visitar o trabalho da missão em Saint Thomas. Convencido de que ele mesmo poderia não voltar, ele pregou o seu "último sermão" e deixou seu testamento com sua esposa. A visita foi um enorme sucesso, no entanto, e permitiu-lhe para libertar alguns dos missionários que tinham sido ilegalmente presos. No entanto, os maus tratos dos missionários pelos gestores de plantações estabeleceu a sua credibilidade com os escravos, e depois da visita de Zinzendorf o trabalho missão era muito mais sucesso.
Em 1741, Zinzendorf visitou a Pensilvânia, tornando-se assim um dos poucos nobres europeus do século XVIII a realmente colocar os pés nas Américas. Além de líderes que visitou em Filadélfia, como Benjamin Franklin, ele se reuniu com os líderes do Iroquois e, com a ajuda de Conrad Weiser chegaram a acordos para a livre circulação dos missionários da Morávia na área.
Em 1749, Zinzendorf arrendou Lindsey House, uma grande mansão em Cheyne Walk in Chelsea construído na propriedade de Sir Thomas More para ser uma sede para o trabalho na Inglaterra. Ele viveu lá até 1755. as colônias missionárias tinham por esta altura sido resolvidas nas Índias Ocidentais (1732), na Groenlândia (1733), entre os índios norte-americanos (1735); e antes da morte de Zinzendorf os irmãos tinham enviado de Herrnhut missionários para Livonia e as costas do norte do mar Báltico, aos escravos da Carolina do Sul, para o Suriname, para os escravos negros em várias partes da América do Sul, a Tranquebar e Ilhas Nicobar nas Índias Orientais, para os coptas no Egito, ao Inuit de Labrador, e para a costa oeste da África do Sul. 

### Teologia
Zinzendorf foi um teólogo muito eclético. Ele chamou seu grupo de "Igreja de Deus no Espírito" ou "congregação de Deus no Espírito". A teologia de Zinzendorf é muito relacional e profundamente centrada em Cristo. Ao invés de focar sobre a doutrina ou crença, enfatiza o crescimento da relação espiritual entre o crente e o Salvador. Como refletido nas comunidades que ele estabeleceu, em que acreditava em vidas de amor e harmonia de vida, e que todo cristão foi feito para viver em uma comunidade de fé, ou Gemeinde (congregação). Ele ensinou que o Salvador teve um relacionamento com cada crente, mas um nível diferente de relacionamento com o Gemeinde. As decisões sobre a interpretação das Escrituras deviam ser feitas em comunidade, não individualmente. Ele acreditava que era o Gemeinde, não a instituição eclesiástica e política, que foi verdadeiramente a Igreja de Jesus Cristo.
A teologia de Zinzendorf incluía fortemente a vida emocional do crente, bem como o intelectual. Ele criticou a abordagem intelectual friamente comum no seu dia, e construiu uma grande quantidade de prática em torno da transformação das emoções. Ele se referiu a isso como a "religião do coração."
O pensamento e prática de Zinzendorf era radicalmente ecumênico em um mundo de fronteiras políticas e religiosas rigidamente definidas. Ele acreditava que cada denominação tinha uma percepção única de Cristo, e um presente original para oferecer ao mundo. Ele conheceu e teve profundas relações pessoais com os líderes religiosos que vão desde o cardeal Louis Antoine de Noailles ao Arcebispo de Canterbury, ambos os quais se tornaram membros da Ordem do Grão de Mostarda de Zinzendorf , comprometendo-se a usar suas posições de poder para servir a Cristo. Outros que eram membros da Ordem incluiu Christian VI, Rei da Dinamarca; General James Oglethorpe, regulador de Geórgia; Tomochichi, chefe da nação Creek dos índios nativos americanos; e Erskine, um membro escocês do Parlamento britânico.
Zinzendorf muitas vezes trabalhou para ver denominações trabalharem juntos e respeitarem um ao outro. Em 1742 ele defendeu o respeito pela conservação do sábado entre os cristãos de língua alemã na Filadélfia citando o uso desse dia pelo Ephrata Cloister, promovendo, assim, a primeira prática de dois dias de fim de semana nos Estados Unidos. Ele também usou o domingo para pregar o Evangelho.

### Anos de declínio
A comunidade em Herrnhut, a partir do qual quase todas essas colônias tinha sido enviado para fora, não tinha dinheiro próprio, e Zinzendorf tinha fornecido quase exclusivamente as suas despesas. Suas viagens frequentes a partir de casa tornou quase impossível para ele para cuidar de seus assuntos particulares; ele foi obrigado de vez em quando a arrecadar dinheiro através de empréstimos, e cerca de 1750 foi quase reduzido a falência.
Isto levou à criação de um conselho financeiro entre os irmãos, em um plano fornecido por um advogado, John Frederick Kober, que funcionou bem. Christian Renatus, que Nicholas tinha a esperança de fazer seu sucessor, morreu em 1752 e a perda foi devastadora para ele. Quatro anos depois, em 17 de junho de 1756 ele perdeu sua esposa Erdmuthe Dorothea, que tinha sido sua conselheira e confidente em toda a sua obra. Em 27 de junho de 1757 Zinzendorf se casou com Anna Caritas Nitschmann (24 de novembro de 1715 - 21 de maio de 1760), com quem ele havia estado muito perto por muitos anos. Anna tinha sido durante anos o líder espiritual das mulheres do movimento. O casamento não foi divulgado amplamente pois Anna era uma plebeia, e teria sido extremamente controverso. Três anos mais tarde, superado com seus trabalhos, ele adoeceu e morreu em 9 de maio de 1760, deixando o bispo Johannes von Watteville, que se casara com sua filha mais velha Benigna, para tomar o seu lugar à frente da comunidade. Sua esposa, Anna, morreu 12 dias depois.

## Trabalhos
Ele escreveu um grande número de hinos, dos quais o mais conhecido é "Jesus, teu sangue e justiça" e "Jesus, ainda lideram". Uma seleção de seus sermões foi publicado por Gottfried Clemens em 10 vols., seu Diário (1716-1719) por Gerhard Reichel e Josef Theodor Müller (Herrnhut, 1907), e seus hinos, etc., por H. Bauer / G. Burkhardt (Leipzig, 1900). A versão alemã deste artigo diz que talvez a sua obra mais conhecida é a "Oração de mesa comum": "Vem, Senhor Jesus, ser o nosso convidado e teus presentes para ser abençoado nós." Em outra tradução isso é chamado de "Bênção da Morávia", "Vem, Senhor Jesus, nosso convidado para ser, e abençoar estes dons concedidos por Ti".

## Documentário
Uma série documental de quatro partes, o Conde Zinzendorf foi produzido em 2000 por Comenius Fundação com o auxílio da História Instituto Cristão.